# Kína őstörténete
Kína őstörténete a kínai történelem kezdeteit, prehistorikus (történelem előtti) korszakát foglalja magában. Ide tartozik az őskor és az európai értelemben vett ókor első szakasza (i. e. 4. évezred közepe - i. e. 18. század).
A korábbi nézettel szemben, mely szerint Kínában a Sárga-folyó környékén alakult ki először egyfajta magkultúra (Yangshao-, majd Longshan-kultúra), majd ez fokozatosan elterjedt a ma Kínának nevezett területen, a jelenlegi régészeti feltárások egyértelműsítik azt, hogy Kína kezdettől fogva egy sok kulturális centrummal rendelkező terület volt. Az i. e. 8. évezredben lezajlott neolitikus forradalom után az egyes területeken egyre határozottabban kezdtek jelentkezni az egyediség jelei. A legtöbb területen felfedezhető egyfajta helyi folytonosság, habár a régészek gyakran különböző névvel illetik az egymást egy adott helyen követő kultúrákat (pl.: Xinglongwa – Chahai – Xinle – Honghsan; Majiabang – Hemudu – Songze – Liangzhu; Daxi – Qujialing – Shijiahe).
Kína történelem előtti korát a kínai ókor követi.

## Előemberek és ősemberek Kína területén (őskőkor)

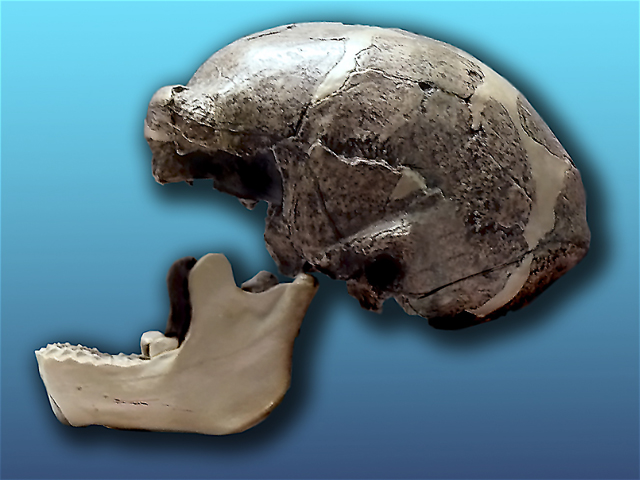
A pekingi előember koponyamaradványa

A legkorábbi fosszilis emberi koponya az 1963-ban Shanxi tartományban talált i. e. 600 000 évre datálható lelet. A D. Black elnevezéséből származó pekingi előember (Homo erectus pekinensis, korábban Sinanthropus pekinensis; kínaiul Bĕijīng yuánrén 北京猿人) maradványai kb. 400 000 évvel ezelőttre datálhatók, és 1923-ban találta meg őket J. G. Andersson svéd tudós a Peking melletti Zhoukoudian (周口店, népszerű magyar átírás: Csou-koutien) falu barlangrendszerében. A pekingi előember hasonlított a jávai előemberhez (Homo erectus erectus).
Zhoukoudian felső barlangjaiban időben az európai cro-magnoni embernek megfelelő késő kőkori (i. e. 50 000 – 35 000) használati tárgyakat is találtak. Ez a korai Homo sapiens csontból és kőből eszközt készített, állati bőrből ruhákat és tudott tüzet gyújtani. Az általános afrikai eredethipotézist támogató tudósok gyakran nem veszik figyelembe a távol-keleti maradványokat.

## Neolitikus kor (újkőkor)
Az i. e. 8. évezredben a mai Kína északi és déli részén egyaránt megindult a mezőgazdasági tevékenység, megkezdődött Kína neolitikus forradalma. Ebből a korai időszakból számos leletet találtak. A Peiligang (裴李崗, pei-likang) és Cishan (磁山, ce-san) kultúrák lelőhelyein több kölesféle (Setaria italica, Panicum miliaceum) feldolgozására alkalmas eszközökre bukkantak. Nem elképzelhetetlen, hogy éppen a Sárga-folyó völgyében termesztették először a kölest. A Peiligang-kultúrához tartozó legkorábbi lelőhelyen, Nanzhuangtou faluban (Hebei tartomány déli része) utalást találtak arra is, hogy ott kutyát és disznót háziasítottak. A Peiligang-kultúrához tartozó településen a temetőben egyszerű, kevéssé díszített agyagedényeket is találtak. Délen az i. e. 5. évezredre datálható rizs (Oryza sativa) maradványokat fedezték fel. A déli Pengtoushanban (peng-tousan) és Zengpiyanban (ceng-pijan) korábbi, az i. e. 8. évezredből származó termesztett rizs maradványaira bukkantak a kutatók. A mezőgazdaság (növénytermesztés, állatok háziasítása) fejlődésén kívül a neolitikus reformokhoz tartozik még a kerámiák és a textilek fejlettebb előállítása.

### A központi magelmélet és a multicentralizmus
Néhány évtizeddel ezelőttig úgy vélték, hogy két nagy neolitikus kultúra létezett Kínában: a Jangsao (Yangshao)-kultúra (i. e. 4. évezred – i. e. 3. évezred közepe) a Kanszu (Gansu), Senhszi (Shaanxi), Honan (Henan) és Hupej (Hubei) tartományok területén és a Lungsan (Longshan)-kultúra (i. e. 3. évezred közepe - i. e. 18. század) a mai Santung (Shandong) és Csiangszu (Jiangsu) tartományokban. Ez a kettős kultúra elmélet, amely a keleti ji (yi) és a nyugatabbra élő hszia (xia) törzseket összekapcsolta a Jangsao (Yangshao)–Lungsan (Longshan) kettősséggel, az 1930-as és 1950-es évek közötti időszak domináns nézete volt. Manapság a helyzetet sokkal komplexebbnek látják, amely részben az 1959-ben feltárt Miaotikou (Miaodigou)ban (Sanhszien (Shanxian), Honan (Henan) tartomány) talált leleteknek köszönhető, hiszen itt a legalsó rétegben a Jangsao (Yangshao)-kultúra, a felette lévőben a korai Lungsan (Longshan)-kultúra, majd megint felette a történelmi korszak Keleti Csou (Zhou) dinasztiájának maradványaira bukkantak. Ebből számos kutatónak úgy tűnt, hogy a Lungsan (Longshan)- és a Jangsao (Yangshao)-kultúra nem egymás mellett párhuzamosan, hanem egy helyen egymásból alakult ki, így megszületett a “központi magterület”-elmélet (K. C. Chang), mely az 1960-as, 1970-es évek legfontosabb elméleti bázisa volt.
Az 1980-as évektől ennek helyébe lépett az egyedi kultúrák fontosságára koncentráló „regionális rendszerek és kulturális típusok” (multicentralizmus) elmélete, melyet először Szu Pingcsi (Su Bingqi) fogalmazott meg 1981-ben. Ez az elmélet a Sárga-folyó elsődleges és kizárólagos szerepét tagadja, és ehelyett a többforrású, alapvetően önállóan fejlődő, de egymással kapcsolatban álló kultúrák hipotézisét állítja fel.
Hat ilyen alapvető területre hívja fel a figyelmet:
1. az egészen északi területek, a mai Nagy Fal mentén (északkeleti kultúrkör)
2. Senhszi (Shaanxi), Honan (Henan), Sanhszi (Shanxi) (közép-északnyugati kultúrkör)
3. Santung (Shandong) és környéke (kelet-kínai kultúrkör)
4. a Jangce alsó folyása (délkeleti kultúrkör)
5. Hupej (Hubei) és környéke (közép-kínai kultúrkör)
6. Pojang (Boyang)-tó és a Gyöngy-folyó környéke (dél-kínai kultúrkör)

Mindegyik ilyen regionális rendszeren belül léteztek még kulturális típusok. Az elmélet újdonsága tehát az, hogy a korábbi elképzelés helyett – amely szerint a Sárga-folyó völgyéből mint centrumból sugárzott volna ki a kínai kultúra a periférikus, barbár területek felé – inkább arról van szó, hogy a sokszoros eredet, a pluralizmus, diverzitás és az interakció a jellemző kulcsszavak.

### A hat nagy kultúrkör
Kínában az i. e. 8. évezredben nagyjából egyszerre történt a mezőgazdaság és a kerámiaművesség bevezetése. Ez utóbbi különböző variációival lehet leginkább jellemezni az i. e. 5. évezredre már markánsan jelentkező kultúrákat. A hat legnagyobb kultúrkör a következő:

#### Északkeleti kultúrkör
Az északkeleti kultúrkör a Xinglongwa (興隆窪, hszing-lungva; i. e. 7-6. évezred) – Chahai (查海, csa-hai; i. e. 6. évezred) - Xinle 新樂, hszin-lö; i. e. 6-5. évezred) – Hongshan (紅山, hung-san; i. e. 5-3. évezred) kultúrákat tartalmazza.
A Belső-Mongóliában feltárt Xinglongwa-kultúra mindössze 170 házat és 30 sírt jelentett.
A Hongshan-kultúrát 1938-ban feltáró japán ásatások két, a feltételezések szerint ceremoniális központnak számító helyre (Niuheliang és Dongshanzui, Liaoning tartomány) összpontosítottak.
A mai Kína északkeleti részén, a Liao-folyó völgyében a kölestermesztés, valamint a szarvasmarha- és juhtenyésztés volt a domináns. Jádetárgyakat, sárkánymotívumot és vöröscsíkos edényeket találtak. Vallási jelentőséggel bírhatnak a feltárt különös szobrok és agyagból készült női alakok, amelyekből egyes kutatók a matriarchátus jelenlétére, mások a termékenységi kultuszok helyi szerepére következtettek. A hongshani közösség rítusaiban kiemelt jelentőséget tulajdoníthatott a jádénak (madarak, teknősök, felhők, bogarak és más természeti vagy geometrikus alakzatok). A néha árokkal körbevett falvak 60–100 körüli, sűrűn egymás mellé épített, sorba rendezett lakhelyet foglaltak magukban. A festett kerámiák általában vallási összefüggésben jelennek meg. Egyetlen ezüstfülbevalón kívül minden dísztárgy jádéból készült. A jáde megmunkálásának nagy hagyománya volt ezen területen, hiszen már az i. e. 10. évezredből találtak jádeeszközöket. Jádéból készült fülbevalók már a korábbi Xinglongwa- és Chahai-kultúrából is előkerültek. A rituális központokban talált kör-, illetve négyzet alakú építmények és tárgyak a későbbi Ég–Föld kettősségek elképzelését sejtetik.

#### Közép-északnyugati kultúrkör

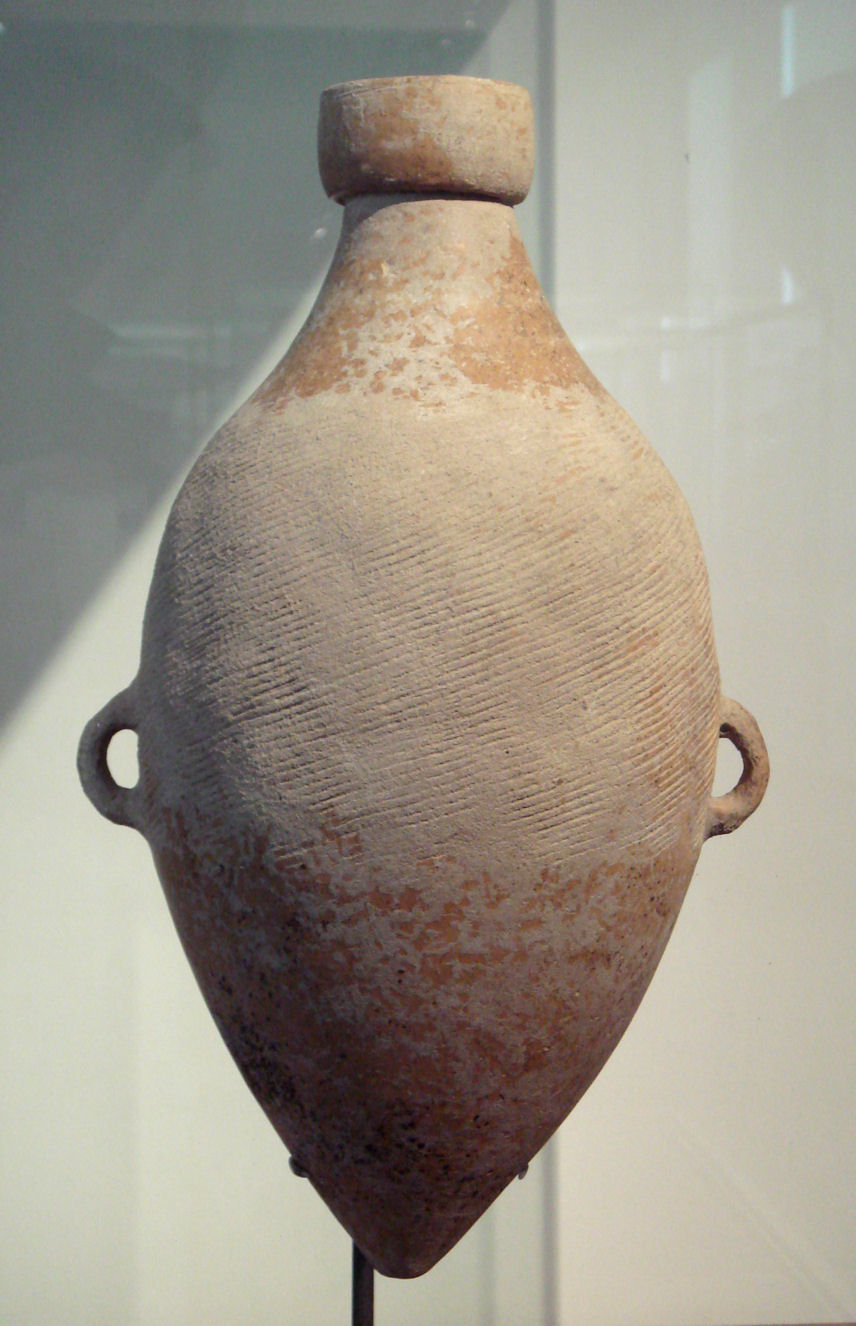
Agyagedény a Yangshao-kultúrából (i. e. 5. évezred, Banpo, Shaanxi tartomány)

A közép-kínai Yangshao-kultúra (仰韶, jang-sao; i. e. 5–3. évezred) az elsőként felfedezett és legjobban ismert kínai neolitikus kultúra. A kultúra Henan tartomány Mianchi megyéjében lévő Yangshao faluról nyerte a nevét, ahol J. G. Andersson folytatott ásatásokat 1921-ben. A Yangshao-kultúrához több mint ezer archeológiai helyszín kapcsolható a Sárga-folyó völgyében. A Yangshao-kerámiákat számos periódusra és stílusra lehet felosztani, de mind megegyezik abban, hogy a vöröses alapra fekete vagy sötétbarna motívumok kerülnek.
1953-ban egy gyár alapjainak lerakása közben a Yangshao-kultúrához tartozó, i. e. 5. évezredre datálható teljes neolitikus falu maradványait fedezték fel Xi'an (西安, hszi-an) város Banpo (半坡; pan-po) nevű külterületén. 12–40 négyzetméteres kőházakat találtak, egy 160 négyzetméteres, közösséginek tételezett házzal együtt. Az ajtók és kapuk általában délre néztek. A legtöbb eszközt (ásót, baltát, reszelőt, edényt, tűt, horgot) kőből készítették és ismerték a szövés technikáját. A településtől elkülönítve volt egy fazekasnegyed, és a településtől északra a felnőttek számára egy 250 síros temetőkert, mely utóbbiban a férfiakat és nőket külön temették. A felnőttek sírjában személyes és praktikus tárgyakat helyeztek el, a nőkében átlagosan többet mint a férfiakéban. A gyerekeket urnában és a falun belül helyezték el. A lakók halászatból, kölestermesztésből, kutya- és disznótartásból éltek. A Banpóban talált edények festettek, ezért az itteni kultúrát festettkerámia-kultúrának is nevezik. Az edények alakja nem túl változatos (guan, ben, ping formák). A vöröses alapszínre fekete ábrákat festettek (hal, béka, szarvas, madár, maszk, geometrikus ábrázolások). Az állítólag matriarchátusra épülő Banpo település az egész világon az egyik legteljesebben fennmaradt neolitikus mezőgazdasági közösség. 1958-ban állították fel Banpóban a lelőhelyet bemutató múzeumot.
Jiangzhai (csiang-csai) településen (Shaanxi tartomány) egy másik jól elrendezett falut találtak. A falu közepén egy szabad tér volt, körülötte helyezkedtek el a házak öt csoportban. Minden csoport közepén egy magasabb ház állt, körülötte 10–12 kisebbel. A falut 2 méter széles és 2 méter mély vizesárok vette körbe, melyen túl három temetőt is találtak, 170 felnőtt maradványaival. A gyerekek urnáit itt is a lakóhelyhez közel helyezték el.
A Puyang (pu-jang) város melletti Xushuipóban (hszü-suipo) fedezték fel egy Yangshao-kultúrához tartozó sírban a legkorábbi ismert sárkányábrázolást, amelyet kagylóhéjból raktak ki.
A Yangshao kultúrát Banpo és Miaodigou (廟底溝, miao-tikou) fázisra szokás osztani. A kelet-kínai Dawenkou- és Longshan-kultúra számos vonatkozásban szoros kapcsolatokat mutat a Miaodigou fázissal, ezért azt gyakran a kelet-kínai kultúrkörhöz is sorolják.
A Yangshao-kultúrával közös kultúrkörbe tartoznak Északnyugat-Kína (Gansu és Qinghai tartományok) egymást követő neolitikus kultúrái: a Majiayao- (馬家窯, ma-csiajao; i. e. 4-3. évezred), majd a Banshan- (pan-san, i. e. 3. évezred közepe) és a Machang-kultúra (i. e. 3. évezred vége).
Az itt található edényeken az emberi alak (sokszor nemileg nem eldönthető formában) fontos szerepet játszik, edényeken reliefként kiemelkedő formában, vagy az edények belsejében csontváz-alakban. Népszerű motívum még a béka vagy teknősbéka, a spirálok és kacskaringók. A Yangshao-kultúrához fűződő szoros kapcsolataik miatt az északnyugati kultúrákat összefoglalóan Yangshao Gansu–Qinghai kultúrának nevezik, illetve gyakran nem is különálló kultúráknak, hanem csupán a Yangshao-kultúra fázisaianak tartják őket.
A Machang-kultúrát követő északnyugat-kínai Qijia (csi-csia) kultúra az i. e. 2. évezred elején az első kínai bronzkori kultúra volt, amely már a neolitikum végét és a kínai ókor kezdetét jelenti.

#### Kelet-kínai kultúrkör

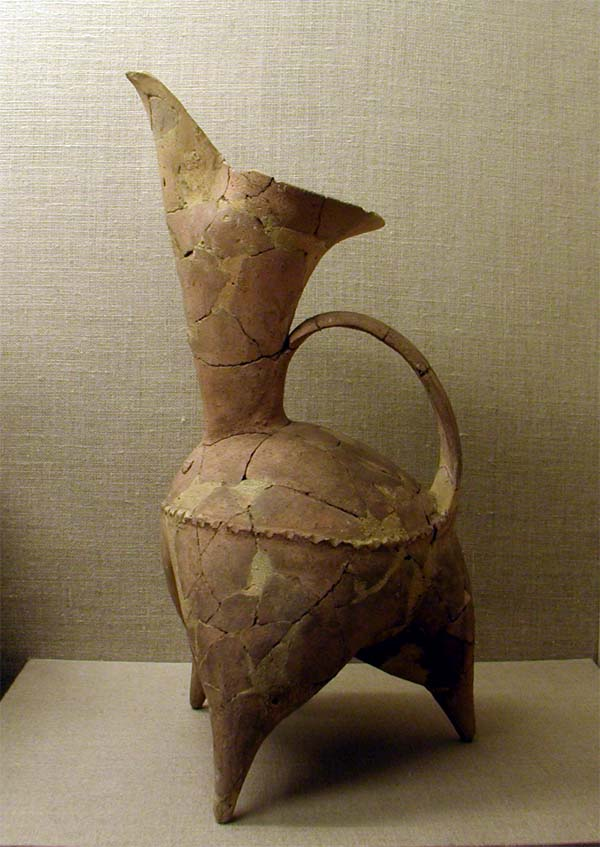
Gui (鬹) formájú kerámia (Dawenkou-kultúra)

Kelet-Kína neolitikus kultúráinak sírjaiban rendkívül gazdag tárgyi emléket találhatunk. A Dawenkou-kultúra lelőhelyein (大汶口, ta-wenkou, i. e. 5-3. évezred, Jiangsu és Shandong tartományok) a kutatók szürke és vörös, geometrikusan, ritkán növényi motívumokkal díszített agyagedényeket (köztük főzésre és tárolásra szolgálókat), kőből és elefántcsontból készült horgokat, hajtűket és fésűket, valamint jádedíszeket (nyaklánc, gyűrű, fülbevaló, karkötő) és jádéból készült eszközöket fedeztek fel. Az állatmaradványokból (krokodil, szarvas, elefánt) a kutatók arra következtetnek, hogy a terület éghajlata jóval melegebb volt a jelenleginél.
A Dawenkou-kultúrához kapcsolódik a később kialakult Longshan-kultúra (龍山, lung-san; i. e. 3. évezred; Shandong, Shanxi és Henan tartományok). Az először 1931–32-ben Zhangqiu (csang-csiu) város Chengziya nevű külterületén (Shandong) feltárt Longshan-kultúra időszakában a mezőgazdasági tevékenység fejlődésével a letelepedés is egyre nagyobb mértéket öltött. A sírokból rituális célokra készült vékony, csiszolt fekete edények, lakkozott fatárgyak, jóslásra használt disznó- és szarvaslapocka-csontok kerültek elő. Ebben az időben a selyemszövés már elterjedt, kemencében téglát égettek az építkezésekhez, az árvizek ellen mérnöki alapozottságú munkálatokat vetettek be.
Az egyébként rendkívüli változatosságot felmutató (ding, yan, weng, jia, guan, bei, dou, he formák) és a rendkívüli szakmai felkészültségről tanúskodó edényeket nem festették, hanem bizonyos mintákat beléjük nyomtak. Az edények egyik leggyakoribb jellegzetessége a háromlábúság. A sírokba gyakran helyeztek állati csontokat és fogakat, különösen kutya alsó állkapcsából, melyet valószínűleg védő szereppel ruháztak fel.
A Longshan-kultúra temetőiben a sírleletek már jelentős társadalmi rétegződést mutatnak. Az letemetett tárgyak értékbeli különbsége jól megfigyelhető például Taosi temetkezési helyén, ahol 6 nagyobb, 8 közepes és mintegy 600 kis sír volt található.

#### Délkeleti kultúrkör
A délkeleti kultúrkörhöz a Majiabang- (馬家濱, ma-csiapang; i. e. 5. évezred), Hemudu (河姆渡, ho-mutu; i. e. 5-4. évezred), a Songze (崧澤, szung-cö; i. e. 4. évezred) és Liangcsu (Liangzhu)- (良渚; i. e. 4-3. évezred) kultúrák tartoznak.
A Jangce folyó torkolatvidékénél, a mai Jiangsu és Zhejiang tartományok területén feltárt korai rizstermelő kultúrák bizonyították először, hogy Kínában nemcsak a Sárga-folyó völgyében volt fejlett civilizáció. A dominánsan barna majiabangi és fekete hemudui edények gyakran tartalmaznak rituális rajzolatokat. A Taihu-tótól (dai-hu) délre fekvő Majiabang-kultúra rizstermesztése, faépítkezése és ékszerei (fülbevalók, függők, gyöngyök és karkötők) összetettebbek a hemudui leleteknél. A Songze-kultúra a Majiabang-kultúra továbbélése, bonyolultabb motívumokkal, többfajta edénytípussal.
Az 1973–78 között feltárt Hemudu-kultúra (i. e. 5–4. évezred) és a vele egyidős, 1951-ben feltárt Qinglian'gang (青蓮崗, csing-lienkang) kultúra faépítkezésre, mezőgazdaságra, rizstermesztésre és intenzív állattenyésztésre (vízibivaly, disznó) épült. A textilművesség, a mezőgazdaságban és az építészetben a korai délkeleti parti kultúrák fejlettebbek voltak mint az északabbra fekvő kelet-kínai partvidék kultúrái.

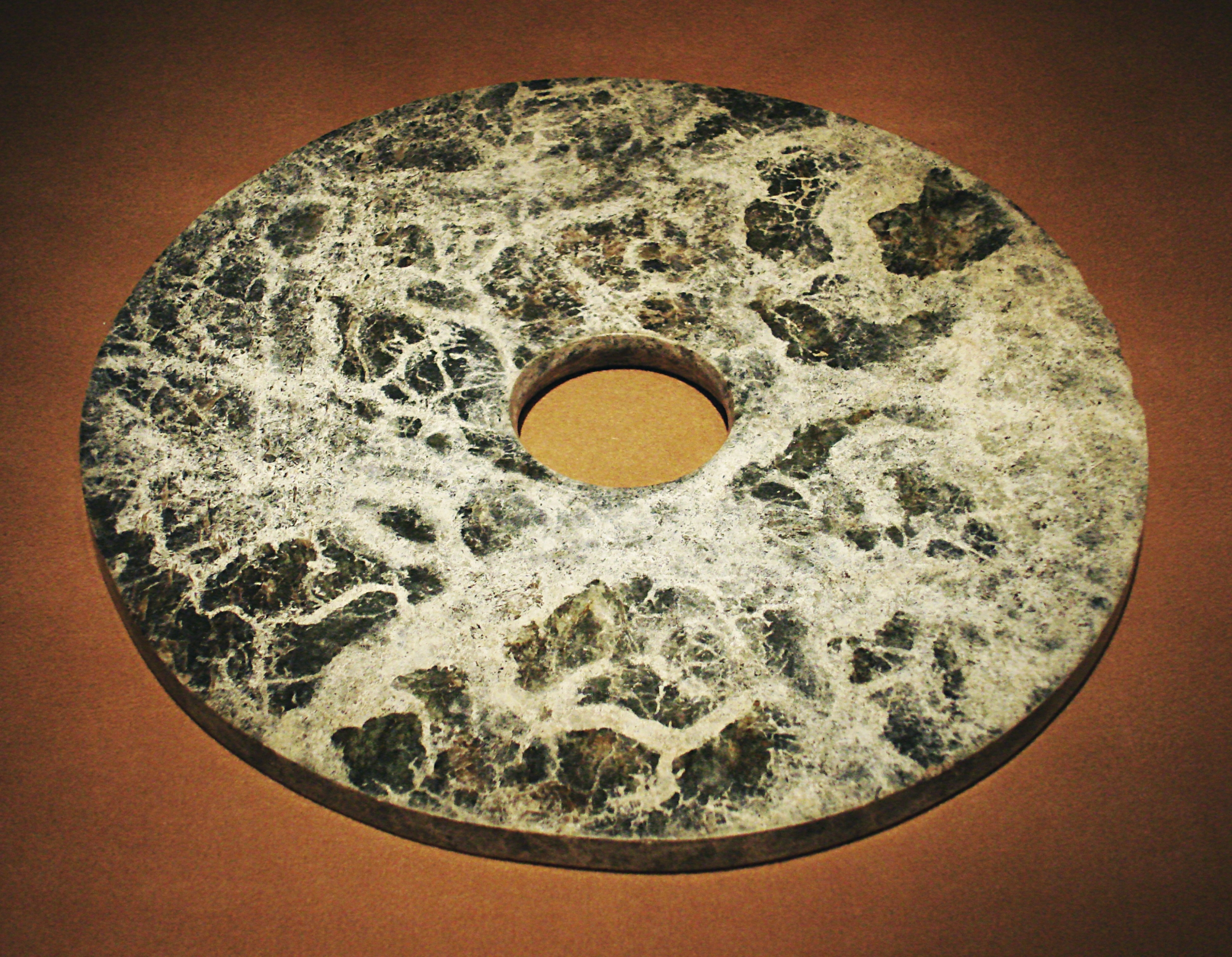
Jádekorong (bi), a gazdagság és hatalom szimbóluma a sírokban (Liangzhu-kultúra)

Az elsősorban Jiangsu déli és Zhejiang északi részén (a Taihu-tó környékén) elterjedt Liangzhu-kultúrát korábban a Longshan-kultúrkörhöz tartozónak gondolták. Manapság a kutatók úgy vélik, hogy a hozzávetőlegesen 300 helyszínnel képviselt Liangzhu-kultúra időben megelőzi a Longshant és tőle független. A Liangzhu-kultúra bizonyos szempontból a Majiabang-kultúra követője és a történelmi Shang-kor közvetlen előzménye volt.
A Liangzhu-kultúrához tartozó közösségek kiválóan ismerték a rizstermesztés fortélyait, a selyemszövést és a fazekasságot. A Liangzhu-beli leletek között talált edények általában díszítetlen, néhányon geometrikus vagy madármotívumok találhatók. A legkorábbi selyemfeldolgozásra utaló leleteket a Liangzhu-kultúrához tartozó Qianshanyangban és Caoxieshanban találták meg.
A lakóhelyen kívül fekvő temetőkben (akárcsak a Longshan-kultúra településein) már jól látszik, hogy a társadalmi rétegződés ekkorra már végbement. A kisebb sírokban alig találunk valamit, a nagyobbakban viszont kerámiaedények, fa-, kő- és jádetárgyak találhatók. A legnagyobb sírokból pedig teljes rituális edénykészletek, fából, rézből és krokodilbőrből készült hangszerek és festett faliképek kerültek elő. A Fanshannál feltárt 20-as sírban például egyetlen személlyel 547 különböző tárgy volt eltemetve. A Liungzhu-kultúrában általános volt az emberáldozat. A koporsókat fából készítették, és lakkréteggel is ellátták. Egyes területeken már a későbbi hagyományban is fontos szerepet játszó kettős koporsókat is találtak.
A gazdagabb sírleletek mindig megtalálható két tipikus jádetárgy, a cong és bi, amelyek az elhunyt vagyonát és hatalmát jelezték. A cong (琮, cung) egy négyzetes alakú, középen lyukkal rendelkező jádetárgy, melynek sarkaiban archoz hasonló vésetek találhatók. Az északkeleti, közép-északnyugati és kelet-kínai kultúrkörben is ismert bi (璧, pi) egy középen lyukas jádekorong. A későbbi szövegek azt állítják, hogy a cong a földet, a bi az Eget jelöli.
A Liangzhu kultúrában oly fontos szerepet betöltő jádetárgyakon (elsősorban a congokon) bizonyos értelemben már megjelenik a Shang-korban oly gyakori taotie-motívum is.
Többek között a Liangzhu-kultúra emlékei alapján néhány kutató (Zhang Xiqiu, K. C. Chang) úgy gondolják, hogy Kínában az újkőkor és a bronzkor közé be kell iktatni egy jádekort.

#### Közép-kínai kultúrkör
A középső és felső Jangce völgyében a Daxi (大溪, ta-hszi; i. e. 5-4.), Qujialing (屈家嶺, csü-csialing; i. e. 3. évezred első fele) és a Shijiahe (石家河, si-csiho; i. e. 3. évezred második fele) kultúrák követték egymást.
E kultúrákban igen gyakoriak a sárkánymotívumok. A kézzel készített vörös vagy szürke kerámiák a meghatározóak. Jellegzetes Daxi-lelet a henger alakú üveg. Az egyik Shijiahe-lelőhelyen (Dengjiawan) 5000 teljes állatszobrocskát találtak (madarak, kutyák, elefántok).

#### Dél-kínai kultúrkör
A Dapenkeng-kultúrát (大盆坑, ta-penkeng; i. e. 5–3. évezred) 1964-ben fedezték fel Tajpej (Tajvan) környékén, és az egész dél-kínai parton jelen volt. Jellemző volt rá a földművelés, a vadászat, a halászat és a növények sokrétű használata.